# Bridgeport Covered Bridge
Die Bridgeport Covered Bridge, deutsch in etwa Gedeckte Brücke von Bridgeport, ist eine 1862 fertiggestellte Gedeckte Brücke im Nevada County in Kalifornien. Die Brücke liegt etwa 50 km östlich von Yuba City und führt über den South Yuba River. Sie war Teil einer Mautstraße, die dem Verlauf der späteren Pleasant Valley Road folgte und gehört heute zum South Yuba River State Park.
Das Bauwerk hat, zusammen mit der Blenheim Bridge, die längste Stützweite aller noch existierenden gedeckten Holzbrücken der Vereinigten Staaten und ist eine der neun erhaltenen gedeckten Brücken in Kalifornien.

## Geschichte
Die Brücke wurde 1862 im Auftrag der Virginia Turnpike Company von David I. Wood an der Stelle gebaut, wo eine erste Brücke im Vorjahr vom Hochwasser weggespült wurde. Die Brücke war Teil einer 14 Meilen (ca. 23 km) langen Mautstraße (Turnpike Road), die von Anthony House, heute auf dem Grund des Stausees Lake Wildwood, über den South Yuba River nach Sweetland führte. Sie war wiederum Teil der Route, die von Yuba City über den Henness Pass zu den Comstock-Lode-Silbergruben in Virginia City südlich von Reno führte.
Die bei einem Hochwasser im Sommer 1997 beschädigte Brücke wurde repariert und später aufgrund ihres schlechten strukturellen Zustands gesperrt. Bei der Renovierung 2021 musste die aus 27.000 Schindeln bestehende Verkleidung vollständig entfernt werden. Die Renovierung wurde im November 2021 abgeschlossen.
Die Bridgeport Covered Bridge wurde 1971 im National Register of Historic Places registriert unter Nr. 71000168.